# Sébastien Chavanel
Sébastien Chavanel (ur. 21 marca 1981 w Châtellerault) – francuski kolarz szosowy, zawodnik profesjonalnej grupy UCI ProTeams FDJ.
Jest sprinterem. Najważniejszymi osiągnięciami kolarza są zwycięstwa we francuskich wyścigach: Grand Prix de Denain w 2007 i w Tour de Picardie rok później. W tymże roku zajął 2. miejsce na 12. etapie Tour de France, przegrywając jedynie na finiszu z peletonu z Markiem Cavendishem.
Jest młodszym bratem bardziej znanego kolarza Sylvaina Chavanela.

## Najważniejsze osiągnięcia
2003
- 1. miejsce na 2. i 3. etapie Tour de l’Avenir

2004
- 1. miejsce na 2., 4. i 5. etapie Tour de l’Avenir
- 1. miejsce na 5. etapie Tour de Wallonie

2005
- 1. miejsce na 3. etapie GP Internacional Paredes Rota dos Móveis

2007
- 1. miejsce w Grand Prix de Denain
- 1. miejsce na 5. etapie Étoile de Bessèges
- 1. miejsce na 3. etapie Tour de Picardie
- 1. miejsce na 3. etapie Tour de Poitou-Charentes et de la Vienne
- 2. miejsce w Tro Bro Leon

2008
- 1. miejsce w Tour de Picardie
  - 1. miejsce na 4. etapie
- 2. miejsce na 12. etapie Tour de France

2011
- 1. miejsce na 2. etapie Circuit de Lorraine